# Жизнен цикъл на организацията
Жизнен цикъл на организацията
Организациите се създават, развиват се, постигат успехи, отслабват и накрая прекратяват своето съществуване. Съвсем малко от тях оцеляват за твърде дълго време, но нито една не функционира без изменения. Нови организации се формират ежедневно. В същото време всеки дин някои организации се ликвидират завинаги. Определени организации се развиват по-динамично от другите и осъществяват своя бизнес по-добре от тях. Ръководителят трябва да знае на какъв етап от своето развитие се намира организацията и да оценява доколко възприетият стил на ръководство съответства на този етап. Именно поради това широко е разпространено понятието жизнен цикълна организацията като предсказуеми изменения с определена последователност на състояние с течение на времето. Това понятие позволява отчетливо да се видят етапите, през които преминава организацията, и че преходите от един към друг са предсказуеми, а не случайни.
Жизненият цикъл на организация е непосредствено свързан с жизнения цикъл на продукцията – времеви интервал, включващ в себе си няколко стадия, всеки от които се отличава с особен характер на процеса на изменение на обема на производството във времето. Следва да се разграничат:
| Пълен жизнен цикъл на продукцията                                                                              | Жизнен цикъл на продукцията в сферата на производствата | Жизнен цикъл на продукцията в сферата на потреблението |
| --- | ------------------------------------------------------- | ------------------------------------------------------ |
| Времето на създаване, продължителността на производното, времето на експлоатация на изделията от потребителите | Продължителността на производството                     | Времето на експлоатация на изделията от потребителите  |
| |                                                         |                                                        |

Обобщение: Жизненият цикъл на организацията като понятие се ползва за планиране на маркетинга и на пласмента – снабдителската дейност, на организацията на следпродажбеното обслужване, на избора на адекватни форми на управление и на създаване на необходимите структурни звена.

## Концепцията за жизнения цикъл в литературата по изучаване на пазарите
В този смисъл, жизненият цикъл се използва за обясняване на това как продуктът минава през етапите на зараждане или формиране, растеж, зрялост и упадък. Организациите имат няколко изключителни характеристики, които изискват определени модификации на понятието. Един от вариантите на деление на жизнения цикъл на съответни времеви отрязъци предвижда следните етапи:
| Етап на предприемачество | Етап на екипност | Етап на формализация и управление | Етап на утвърждаване на структурата | Етап на упадък |
| --- | --- | --- | --- | --- |
| Организацията се намира в стадий на установяване, формира се жизнения цикъл на продукцията. Целите са още неясни, творческият процес протича свободно, придвижването към следващия етап изисква стабилно осигуряване с ресурси. | Развиват се иновационните процеси, запознати по време на предишния етап, формира се мисията на организацията. Комуникациите в рамките на организацията и неговата структура остават, всъщност, неформални. Работещите в организацията губят много време за развитие на контактите помежду си. | Структурата на организацията се стабилизира, въвеждат се правила, определят се процедури. Акцентът се поставя върху ефективността на иновациите и стабилността. Органите по изработване на решения стават водещи компоненти на организацията. Вземането на решение става по-претеглено, по-консервативно. | Организацията увеличава обема на произвежданата продукция и разширява пазара на предлаганите услуги. Ръководителите разкриват нови възможности за развитие. Организационната структура става все по-конкретна и по-обработена. Механизмът на вземане на решение е децентрализиран. | В резултат на конкуренцията и на съкращаващия се пазар, организацията се сблъсква с намаляването но търсенето на неговата продукция или услуги. Ръководителите търсят пътища за удържане на пазарите и за използване на нови възможности. Увеличава се потребността от работещи, особено от ценни специалисти. Увеличава се броят на конфликтите. В състава на управляващите се добавят нови хора, предприемащи опити да задържат тенденциите към упадък. Механизмът на разработване и вземане на решение е централизиран. |

## Концепцията за жизнения цикъл посочваща характерните симптоми на разпад на организацията
- Намаляване на търсенето, ожесточаване конкуренцията и усложняване нейните форми;
- Увеличаване на конкурентната сила на доставчиците;
- Повишаване ролята на цената и на качеството в конкурентната борба;
- Нараства сложността на управление на прираста на производствените мощности;
- Усложнява се процесът на създаване на стокови иновации;